# 珀西·考特曼
珀西·考特曼（英語：Percy Courtman，1888年5月14日—1917年6月2日），英国男子游泳运动员。他曾代表英国参加1908年和1912年夏季奥林匹克运动会游泳比赛，其中1912年奥运会获得一枚铜牌。